# Aérospatiale Alouette III
SA-316 / SA-319 Alouette III je laki helikopter kojeg je izvorno proizvodio francuski Sud Aviation, a kasnije Aérospatiale. 
Nakon uspjeha koji su postigli s Alouetteom II, dizajneri Sud Aviationa počeli su raditi na uvećanoj inačici koja bi imala snažniji motor i potpuno prekriveni trup. Rezultat je bio SE-3160 Alouette III koji je prvi put poletio 28. veljače 1959. i u proizvodnju ušao 1961.
Osim u Francuskoj, licencno se proizvodio u Rumunjskoj kao IAR-316 i Indiji kao HAL Chetak.

## Inačice
- SA-316A - prva inačica. Izvorna oznaka bila je SE-3160.
- SA-316B -  snažniji rotorski sustav u odnosu na A inačicu kako bi mogla podizati teže terete. Prvi put poletjela 27. lipnja 1968.
- HAL Chetak - SA-316B licencno napravljen u Indiji.
- IAR-316 - SA-316B licencno napravljen u Rumunjskoj.
- SA-316C - inačica pokretana s Turbomeca Artouste IIID. Izrađen mali broj.
- SA-319B - inačica pokretana s Turbomeca Astazou XIV. Probni let izveden 1967. U serijsku proizvodnju ulazi kao SA-319B Alouette III Astazou.
- Atlas XH-1 Alpha - južnoafrički projekt jurišnog helikoptera temeljen na Alouetteu III.

## Tehničke karakteristike (SA 316A Alouette III)
Izvori podataka: Vectorsite
Osnovne karakteristike
- dužina: 10,3 m (trup)
- promjer rotora: 11,2 m (glavni), 1,91 m (repni)
- visina: 3 m

Letne karakteristike
- najveća brzina: 210 km/h
- dolet: 300 km
- najveća visina leta: 4.250 m